# 静岡県道225号藤枝停車場線
静岡県道225号藤枝停車場線（しずおかけんどう225ごう ふじえだていしゃじょうせん）は、静岡県藤枝市の青木交差点から藤枝駅前にいたる路線である。

## 通過する自治体
- 静岡県
  - 藤枝市

## 接続・交差する道路
- 静岡県道216号堀之内青島線（起点）
- 静岡県道381号島田岡部線（起点）
- 静岡県道222号上青島焼津線

## 沿線の施設他
- 藤枝駅